# Hucisko (gmina Nowa Słupia)
Hucisko – wieś w Polsce położona w województwie świętokrzyskim, w powiecie kieleckim, w gminie Nowa Słupia.
W latach 1975–1998 miejscowość należała administracyjnie do województwa kieleckiego.

## Historia
Hucisko wieś położona ok. 3 km na północny zachód od → Nowej Słupi, u północnych podnóży Łyśca, 1,5 km na północ od klasztoru świętokrzyskiego.

## Nazewnictwo wsi w dokumentach historycznych
W roku nazywane 1439 „Hoszycko”, 1650 „Hucisko”, 1651-2 „Huciszko”, „Huciszczanie”, 1747 „Ucisko”, 1781 „Hucisko”.

## Podległość administracyjna świecko-kościelna
W roku 1652 powiat sandomierski, 1827 powiat opatowski; 1747 parafia Nowa Słupia.

## Granice, topografia
W roku 1439 graniczy z Bielowem, Mirocicami i Rutką.

## Własność, kalendarium
Wieś stanowiła własność klasztoru świętokrzyskiego
W roku 1650 wieś należy do stołu konwentu świętokrzyskiego;
W roku 1651 również własność konwentu. Stan posiadania 1 kmieć, 3 zagrodników, 1 chałupnik (według prof. Derwicha dane mogą dotyczyć Trzcianki) oraz Smyk . Czynsz płacą podobnie jak w Baszowicach, ale zagrodnicy po 6 groszy tak jak w Serwisie. Kmiecie dają po 20 jaj oraz maty i przędzę konopną jak w Baszowicach. Smyk daje 2 kapłony oraz sep: przez 2 lata po 2 korce żyta i 4 korce owsa miary sandomierskiej, w trzecim roku nie daje nic, ponieważ ma mało roli. Pańszczyzna i pomocne jak w Baszowicach;
W 1787 wieś liczyła 17 mieszkańców;
W 1819 należała do stołu konwentu;
W 1827 było 8 domów i 74 mieszkańców.
1882 Hucisko opisane jako wieś włościańska, było w niej 19 domów 118 mieszkańców na 149 morgach

## Powinności dziesięcinne
1652 dziesięcina snopowa należy do stołu konwentu świętokrzyskiego;
1819 dziesięcina pieniężna należy do stołu konwentu.

## Badania archeologiczne
W Hucisku zarejestrowano 8 stacji żużla, z czego zbadano 3, w tym 2 hutnicze i 1 osadniczo-hutnicze. To ostatnie było początkowo datowane na wczesne średniowiecze, następnie odstąpiono od datowania.